# Aeropuerto de Prayagraj
El aeropuerto de Prayagraj (también llamado aeropuerto de Bamrauli) es un aeropuerto de la India, ubicado en la ciudad de Prayagraj en el estado de Uttar Pradesh. Está a una distancia de 12 km (7,5 millas) de la ciudad de Prayagraj, en el suburbio de Bamrauli y opera vuelos nacionales. Uno de los aeropuertos más antiguos de la India, el aeropuerto es operado conjuntamente por la Fuerza Aérea de la India y la Autoridad de Aeropuertos de la India. Es uno de los aeropuertos más grandes y concurridos de Uttar Pradesh, ocupando el tercer lugar en términos de tráfico de pasajeros después de Lucknow y Varanasi. Previendo el Kumbh 2019, el aeropuerto se mejoró con la adición de una nueva extensión de terminal civil en 2018, que fue construida en un tiempo récord de 11 meses por el grupo de Proyectos TATA.
El aeropuerto de Prayagraj fue construido en el año 1919 y en 1932 tenía el estatus de aeropuerto internacional con vuelos directos a Londres .

## Aerolíneas y destinos
| Aerolíneas   | Destinos                                                               |
| ------------ | ---------------------------------------------------------------------- |
| Alliance Air | Bilaspur, Delhi                                                        |
| IndiGo       | Bangalore, Bhopal, Bhubaneswar, Bombay, Dehradun, Delhi, Lucknow, Pune |

## Historia
Aunque el primer vuelo oficial de correo aéreo despegó de Prayagraj, ese vuelo en particular fue desde el Polo Grounds. El aeródromo de Prayagraj se construyó mucho más tarde, en 1926. El aeropuerto de Bamrauli fue una de las cinco paradas obligatorias de la carrera aérea MacRoftson Trophy que se celebró en octubre de 1934.

## Estructura
El aeropuerto de Prayagraj se extiende sobre un área de 82,66 acres, cuenta con una sola pista 12/30, que tiene 2560 metros (8400 pies) de largo y 45 metros (148 pies) de ancho.. Es un enclave civil gestionado por la Autoridad de Aeropuertos de la India, bajo el control de la Escuela de Formación de Aviación Civil de Bamrauli.  El espacio aéreo tiene una Instalación de sistema de aterrizaje por instrumentos (ILS) y PAPI (Indicador de ruta de aproximación de precisión) proporcionados por la Fuerza Aérea de la India y DME (Equipo de medición remota) instalado por la Autoridad de aeropuertos de India.

## Plan de expansión y mejoras
Para satisfacer la demanda de un aumento de los viajes aéreos en Prayagraj, el aeropuerto de Prayagraj está siendo mejorado y la Autoridad de Aeropuertos de la India está construyendo una nueva terminal civil cerca del aeropuerto existente de la Fuerza Aérea.
En febrero de 2021, se informó que hay planes para un cambio de imagen completo del enclave civil de Prayagraj en Bamrauli en términos de tamaño e instalaciones. La AAI propuso un aumento en el área del aeropuerto al doble de su tamaño actual, ampliando el edificio actual del aeropuerto en ambos lados, manteniendo la terminal igual. También incluirá aumentar el tamaño de la sala, el número de plataformas y la posibilidad de agregar dos puentes aéreos más.